# Metal Gear (seria)
Metal Gear (メタルギア Metaru Gia) – seria gier komputerowych łącząca w sobie elementy akcji i gry szpiegowskiej. Została stworzona przez Hideo Kojimę i wydana przez japońskie studio Konami. W grach przeważnie głównym bohaterem jest żołnierz Solid Snake, którego zadaniem jest zazwyczaj cicha eksploracja w wypełnianych misjach. Seria Metal Gear słynie z bardzo filmowych i długich przerywników filmowych, wielowątkowej fabuły, zawiłej historii, łamania czwartej ściany, specyficznego poczucia humoru, a także omawianie takich tematów jak polityka, wojny, cenzura, inżynieria genetyczna, sztuczna inteligencja, lojalność oraz pojmowanie rzeczywistości. Na rok 2011 gry z serii sprzedały się w ponad 50 milionach egzemplarzy

## Wydane gry
| Tytuł                                    | Rok wydania | Platformy                                                                                                   |
| ---------------------------------------- | ----------- | --- |
| Metal Gear                               | 1987        | MSX 2, Nintendo Entertainment System, MS-DOS, Commodore 64, Wii (Virtual Console), telefon komórkowy (J2ME) |
| Metal Gear 2: Solid Snake                | 1990        | MSX 2, telefon komórkowy (J2ME), PlayStation 2, Wii (Virtual Console)                                       |
| Metal Gear Solid                         | 1998        | PlayStation, PlayStation Classic, Microsoft Windows,                                                        |
| Metal Gear Solid: The Twin Snakes        | 2004        | GameCube |
| Metal Gear Solid 2: Sons of Liberty      | 2001        | PlayStation 2                                                                                               |
| Metal Gear Solid 2: Substance            | 2002        | PlayStation 2, Xbox, Microsoft Windows                                                                      |
| Metal Gear Solid 3: Snake Eater          | 2004        | PlayStation 2                                                                                               |
| Metal Gear Solid 3: Subsistence          | 2005        | PlayStation 2                                                                                               |
| Metal Gear Solid 3D: Snake Eater         | 2012        | Nintendo 3DS                                                                                                |
| Metal Gear Solid: Portable Ops           | 2006        | PlayStation Portable                                                                                        |
| Metal Gear Solid 4: Guns of the Patriots | 2008        | PlayStation 3                                                                                               |
| Metal Gear Solid: Peace Walker           | 2010        | PlayStation Portable                                                                                        |
| Metal Gear Solid V: Ground Zeroes        | 2014        | PlayStation 3, PlayStation 4, Xbox 360, Xbox One, Microsoft Windows                                         |
| Metal Gear Solid V: The Phantom Pain     | 2015        | PlayStation 3, PlayStation 4, Xbox 360, Xbox One, Microsoft Windows                                         |

| Tytuł                          | Rok Wydania | Platformy                                  |
| ------------------------------ | ----------- | ------------------------------------------ |
| Snake's Revenge                | 1990        | Nintendo Entertainment System              |
| Metal Gear: Ghost Babel        | 2000        | Game Boy Color                             |
| Metal Gear Acid                | 2004        | PlayStation Portable                       |
| Metal Gear Acid 2              | 2005        | PlayStation Portable                       |
| Metal Gear Solid Mobile        | 2008        | Nokia N-Gage, Symbian                      |
| Metal Gear Solid Touch         | 2009        | IOS                                        |
| Metal Gear Solid: Social Ops   | 2012        | IOS, Android                               |
| Metal Gear Rising: Revengeance | 2013        | PlayStation 3, Xbox 360, Microsoft Windows |
| Metal Gear Survive             | 2018        | PlayStation 4, Xbox One, Microsoft Windows |

| Tytuł                                      | Zawarte gry | Rok wydania | Platformy               |
| ------------------------------------------ | --- | ----------- | ----------------------- |
| Metal Gear Solid: The Essential Collection | Metal Gear Solid 2, Metal Gear Solid 3                                                                                | 2008        | PlayStation 2           |
| Metal Gear Solid: HD Collection            | Metal Gear Solid 2 HD, Metal Gear Solid 3 HD, Metal Gear Solid: Peace Walker HD                                       | 2011        | PlayStation 3, Xbox 360 |
| Metal Gear Solid: The Legacy Collection    | Metal Gear Solid, Metal Gear Solid 2 HD, Metal Gear Solid 3 HD, Metal Gear Solid 4, Metal Gear Solid: Peace Walker HD | 2013        | PlayStation 3           |